# Como La Flor
"Como La Flor" (på dansk: Ligesom Blomster) er en spansk sang fra 1992 med sangeren Selena. Sangen blev Selenas kendingsmelodi og toppede hitlisterne rundt omkring. Den blev nummer 1 i USA på Billboards Charts.

## Coverversioner
- Jennifer Lopez (1997)
- David Archuleta (2009)
- Baby Karen
- Kelly Hensan (på Hollandsk)
- Phuong Thanh
- Los Abandoned
- Francisco Ulloa
- Los Charros De Lumaco
- Novillos Musical